# Louis Joubin
Louis Marie Adolphe Olivier Édouard Joubin (ur. 27 lutego 1861 w Épinal, zm. 24 kwietnia 1935 w Paryżu) – francuski przyrodnik, profesor w Muzeum Historii Naturalnej w Paryżu. W 1921 roku został członkiem Francuskiej Akademii Nauk. Zajmował się przede wszystkim wstężnicami, szczecioszczękimi, głowonogami i innymi mięczakami. Na jego cześć nazwano kałamarnicę Joubiniteuthis portieri.